# Выборы губернатора Ненецкого автономного округа (2020)
Выборы губернатора Ненецкого автономного округа состоялись в Ненецком автономном округе 13 сентября 2020 года в единый день голосования. Выборы прошли в один день с выборами губернатора Архангельской области, в которую входит НАО. Губернатором сроком на 5 лет Собрание депутатов НАО избрало Юрия Васильевича Бездудного.

## Предшествующие события
28 сентября 2017 года Александр Цыбульский был назначен временно исполняющим обязанности губернатора Ненецкого автономного округа вместо «единороса» Игоря Кошина. 1 октября 2018 года на заседании Собрания депутатов Ненецкого автономного округа он был избран губернатором из числа трёх кандидатур, внесённых президентом РФ Владимиром Путиным.
2 апреля 2020 года указом Президента России Александр Цыбульский был назначен временно исполняющим обязанности губернатора Архангельской области. Одновременно врио губернатора НАО указом президента был Юрий Бездудный.
В тот же день Центральная избирательная комиссия Российской Федерации объявила, что выборы губернаторов Архангельской области и Ненецкого автономного округа пройдут в единый день голосования 13 сентября 2020 года.
Одновременно с выборами губернатора мог пройти референдум об объединении Архангельской области и Ненецкого автономного округа. 13 мая 2020 года Юрий Бездудный и врио Архангельской области Александр Цыбульский подписали меморандум о совместных действиях по подготовке инициативы объединения области и округа. Планировалось провести референдум в ближайший единый день голосования. Однако предложение вызвало протесты жителей НАО, и уже 26 мая врио губернаторов обоих регионов заявили о преждевременности проведения референдума.

## Порядок избрания и выборов
В НАО действует следующий порядок избрания губернатора:
1. каждая партия, представленная в Собрании депутатов НАО или в Государственной думе, выдвигает до трёх кандидатов на рассмотрение губернатором Архангельской области. Партии выдвигают кандидатов (которые необязательно должны быть членами соответствующих партий) не позднее чем за 60 дней до дня голосования;
2. губернатор Архангельской области отбирает не менее пяти кандидатов, которых не позднее чем за 40 дней до дня голосования предлагает президенту РФ;
3. президент РФ отбирает трёх кандидатов, которых не позднее чем за 20 дней до дня голосования представляет в Собрание депутатов НАО;
4. депутаты Собрания депутатов НАО открытым голосованием избирают губернатора. Днём голосования установлено второе воскресенье сентября года, выпадающее в 2020 году на единый день голосования

## Кандидаты
18 июня «Единая Россия» выдвинула трёх кандидатов на пост губернатора НАО: врио губернатора НАО Юрия Бездудного, мэра Нарьян-Мара Олега Белака и главу МО «Малоземельский сельсовет» Михаила Талеева.

### Список кандидатов
26 августа Президент России Владимир Путин внёс на рассмотрение законодательного собрания депутатов Ненецкого автономного округа три кандидатуры на должность губернатора региона, они представляют партии «Единая Россия», ЛДПР и «Родина».
| Кандидат         | Должность (на момент выдвижения)                        | Партия выдвижения | Статус             | Кандидаты в Совет Федерации |
| ---------------- | ------------------------------------------------------- | ----------------- | ------------------ | --- |
| Юрий Бездудный   | врио главы НАО                                          | «Единая Россия»   | внесён президентом | - Елена Вторыгина, депутат Государственной думы VII созыва - Денис Гусев, председатель городского Совета Нарьян-Мара - Валерий Остапчук, депутат Собрания депутатов Ненецкого автономного округа, генеральный директор ОАО «Нарьян-Марский объединенный авиаотряд»            |
| Андрей Смыченков | депутат Собрания депутатов Ненецкого автономного округа | ЛДПР              | внесён президентом | - Даниил Исполинов, депутат Совета посёлка Искателей, директор ДЮЦ «Лидер» - Николай Миловский, депутат Собрания депутатов Ненецкого автономного округа - Юрий Суський, депутат городского Совета Нарьян-Мара, директор «Центра природопользования и охраны окружающей среды» |
| Игорь Пинаев     | глава дорожного агентства «Архангельскавтодор»          | «Родина»          | внесён президентом | - Елена Абеленцева, депутат городского Совета Нарьян-Мара - Владимир Крупа, депутат Совета Заполярного района, тренер Спортивной школы олимпийского резерва «Труд» - Олег Плесовских, депутат городского Совета Нарьян-Мара, тренер ДЮЦ «Лидер»                               |

## Итоги выборов
13 сентября 2020 года на очередной сессии депутатов парламента Ненецкого автономного округа Юрий Бездудный был избран губернатором региона 14 голосами из 16 сроком на 5 лет.
Руководитель фракции КПРФ в Собрании депутатов НАО, Татьяна Фёдорова, вопреки позиции фракции проголосовала за кандидатуру Ю. В. Бездудного.
| Кандидат         | Партия          | Голосов членов парламента НАО |
| ---------------- | --------------- | ----------------------------- |
| Юрий Бездудный   | «Единая Россия» | 14                            |
| Андрей Смыченков | ЛДПР            | 2                             |
| Игорь Пинаев     | «Родина»        | 0                             |